# Li Weifeng
Li Weifeng (Changchun, 1 de dezembro de 1978) é um ex- futebolista profissional chinês, volante.

## Carreira
Weifeng representou a Seleção Chinesa de Futebol nas Olimpíadas de 2008, quando atuou em casa. É o jogador que mais atuou pela seleção de seu país com 112 partidas.
Militou no Suwon Samsung Bluewings entre 2009 e 2011. 